# 周巍峙
周巍峙（1916年6月13日—2014年9月12日），原名周良骥、何立山，男，江苏东台人，中国音乐家、文艺评论家。

## 生平
周巍峙曾任李公朴秘书，中国歌曲工作者协会执行干事，《读书生活》杂志助理编辑及出版社出版部主任。1937年参加八路军，任《全民通讯社》编辑、前线记者，八路军临汾办事处秘书。1938年7月加入中国共产党，曾任中共中央北方分局文委委员，晋察冀边区音协主席，中共晋察冀中央局党委宣传部、中共中央华北局、华北人民政府文委委员兼秘书，天津市军管会文艺处处长。新中国成立后，任文化部艺术局副局长、局长、党组成员，中国文联委员、党组成员，中国音协副主席、党组副书记，中国舞协、中国曲协副主席等职。“文化大革命”中受到严重冲击。1976年10月任文化部电影局核心小组组长。1977年后，任文化部副部长（1977年12月至1982年4月）、代部长（1980年12月至1982年4月）、党组副书记、党组书记，中国文学艺术界联合会第六、第七届主席（1996年12月至2006年11月）以及第八届、九届名誉主席（2006年11月至2011年）。
周巍峙是中共八大、中共十二大代表，第三届全国人大代表，第五届全国政协委员，第七届全国政协常委兼教育文化委员会副主任。其妻是著名歌唱家王昆。
2014年9月12日，周巍峙病逝于北京，享年98岁。

## 家庭
周巍峙的妻子是歌唱家王昆，育有两个儿子：周七和周月。

## 作品
譜寫的歌曲有：
- 《上起刺刀來》
- 《前線進行曲》
- 《起來，鐵的兄弟》
- 《子弟兵進行曲》
- 《中國人民志願軍軍歌》
- 《十里長街送總理》等